# Thomas Elbel
Thomas Elbel (1945–) a villamos mérések, a szenzorika és az elektrotechnika alapjai tárgyak tanára volt a Hannoveri Műszaki Főiskolán.

## Pályafutása
1964-ben érettségizett, majd elméleti elektrotechnikát és irányítástechnikát tanult az Ilmenaui Műszaki Főiskolán. Ezt követően az elektronsugaras litográfiával (electron beam lithography) és a mikroszenzorok fejlesztésével kapcsolatosan végzett kutatásokat. 1985-ben szerzett doktorátust a szilárdtest-elektronika területén. 1991 óta a Hannoveri Műszaki Főiskola tanára, 1997-től 2002-ig ipari középvállalkozások számára kidolgozott mikrorendszerek kutatási projektjének a vezetője volt.

## Kutatási területei
- villamos méréstechnika
- szenzorika
- elektrotechnika alapjai
- hőérzékelők, különösen infravörös érzékelők
- intelligens mikroérzékelők

## Művei
- Mikrosensorik (Studium Technik), Vieweg Verlagsgesellschaft, Wiesbaden, 1996. ISBN 3-5280-3377-0

## Fordítás
- Ez a szócikk részben vagy egészben  a   Thomas Elbel (Wissenschaftler) című német Wikipédia-szócikk fordításán alapul.  Az eredeti cikk szerkesztőit annak laptörténete sorolja fel. Ez a jelzés csupán a megfogalmazás eredetét és a szerzői jogokat jelzi, nem szolgál a cikkben szereplő információk forrásmegjelöléseként.